# Христос Вседържител (Балджа)
„Христос Вседържител“ (на гръцки: Ιερά Μονή Παντοκράτορος) е възрожденски православен мъжки манастир в лъгадинското село Балджа (Мелисохори), Гърция, част от Лъгадинската, Литийска и Рендинска епархия.
Манастирът е разположен на хълм между селата Балджа и Айватово (Лити). Основан е в 1985 година и започва да функционира в 1990 година, когато е готов католиконът и конаците. В 1992 година са завършени двата големи параклиси, посветени на Светите Архангели и на неомъчениците Рафаил, Николай и Ирина. В манастира се пази парче, за което се смята, че е от Светия кръст, както и моши на Йоан Предчета, Арсений Пароски, Светите пет мъченици, Апостол Филип, първомъченик Стефан, Лазар, приятеля на Христос, Рафаил, Николай и Ирина, Харалампий, Константин и Елена, Георги Победоносец, Пантелеймон, Параскева, Йоан Златоуст, Григорий Богослов.